# Marie-Thérèse Manoël
 (août 2025).
 (mai 2025).
Motif : Aucune notoriété de cette institutrice.
- Archive Wikiwix
- Bing
- Cairn
- DuckDuckGo
- E. Universalis
- Gallica
- Google
- G. Books
- G. News
- G. Scholar
- Persée
- Qwant
- (zh) Baidu
- (ru) Yandex
- (wd) trouver des œuvres sur Wikidata

| 1. | Préciser le motif de la pose du bandeau. | Précisez le motif de la pose du bandeau en utilisant la syntaxe suivante : {{admissibilité à vérifier\|date=août 2025\|motif=remplacez ce texte par le motif}}                            |
| 2. | Informer les utilisateurs concernés.     | Pensez à avertir le créateur de l'article, par exemple, en insérant le code ci-dessous sur sa page de discussion : {{subst:avertissement admissibilité à vérifier\|Marie-Thérèse Manoël}} |

Marie-Thérèse Manoël est une institutrice et syndicaliste communiste française.

## Biographie

### Enfance et formation
Elle est née le 10 juin 1933 à Paris.
Elle entre à l’École normale d’institutrices de la Seine en 1949.

### Carrière
Elle enseigne à l’école Félix Faure de Saint-Denis, puis dans plusieurs écoles (dont Pierre Semard et Diez) de 1954 à 1965.
Elle adhére au Parti communiste français en juin 1955.  Elle quitte le PCF en janvier 1985 en désaccord avec la ligne de direction de Georges Marchais.
Elle est titulaire du certificat d’aptitude à l’enseignement des inadaptés et elle est nommée dans une classe de perfectionnement entre 1966 et 1972.
Elle devient directrice des sections d’enseignement spécialisé au collège Garcia Lorca de Saint-Denis en 1973 jusqu'en 1979. Elle est mutée au collège République de Nanterre de 1979 à 1981 avant de revenir au collège Garcia Lorca en 1981 jusqu'en 1982. Après sa retraite, elle obtient une licence de lettres.

### Vie de famille
Elle se marie civilement en avril 1955 à Saint-Denis.